# Nhái cây sọc
Nhái cây sọc, tên khoa học Hypsiboas caingua, là một loài ếch thuộc họ Nhái bén. Loài này có ở Argentina, Brasil, và Paraguay.
Môi trường sống tự nhiên của chúng là rừng khô nhiệt đới hoặc cận nhiệt đới, rừng ẩm vùng đất thấp nhiệt đới hoặc cận nhiệt đới, đồng cỏ khô nhiệt đới hoặc cận nhiệt đới vùng đất thấp, đồng cỏ nhiệt đới hoặc cận nhiệt đới vùng ngập nước hoặc lụt theo mùa, sông ngòi, đầm nước, rừng trước đây suy thoái nghiêm trọng, và ao. Nó không được IUCN xem là loài bị đe dọa.

## Hình ảnh

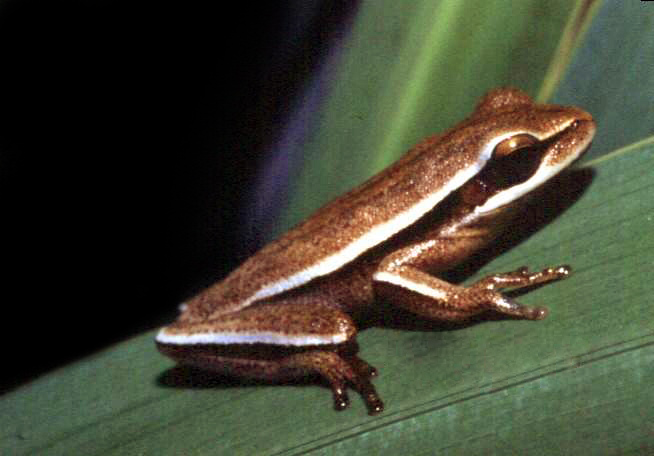